# Hymenophyllum plumieri
Espèce
Hymenophyllum plumieri, l'Hymenophyle de Plumier, est une espèce de fougères de la famille des Hyménophyllacées.
Synonyme : Sphaerocionium plumieri (Hook. & Grev.) C.Presl

## Description
Hymenophyllum plumieri est une espèce du sous-genre Sphaerocionium.
Cette espèce a les caractéristiques suivantes :
- un rhizome assez long, rampant et robuste ;
- les frondes sont étroites, d'une cinquantaine de centimètres de long sur trois à huit de large ;
- le limbe est divisé une fois et couvert d'une pilosité relativement abondante ;
- l'indusie, englobant complètement les sporanges, a deux lèvres.

Cette espèce a été dédiée à Charles Plumier par William Jackson Hooker, cependant probablement à tort dans ce cas, car la planche sur laquelle il s'est appuyé pour la dédicace - Filicula digitata, tab. 50B - représente en fait l'espèce Hymenophyllum hirsutum (L.) Sw., espèce cependant morphologiquement très proche mais que Ebihara et al. ont choisie comme représentative du sous-genre à l'instar de Hymenophyllum plumieri .

## Distribution
Cette espèce, plus épiphyte que terrestre, est présente en Amérique du Sud : Bolivie, Colombie, Équateur, Pérou et Venezuela, ainsi qu'aux Galapagos.